# Млыны (Барановский район)
Млыны (укр. Млини) — село на Украине, основано в 1765 году, находится в Барановском районе Житомирской области.
Код КОАТУУ — 1820684802. Население по переписи 2001 года составляет 76 человек. Почтовый индекс — 12723. Телефонный код — 4144. Занимает площадь 2,9 км².

## Адрес местного совета
12722, Житомирская область, Барановский р-н, с.Рогачов